# 侯燦
侯燦（1936年12月—2016年6月），四川省合江县人，中华人民共和国考古学者，任职于新疆社会科学院考古研究所、新疆师范大学，楼兰学研究专家，从事新疆文物考古、历史文化研究。
1961年在四川大学历史系考古专业毕业，曾任新疆师范大学敦煌吐鲁番学研究室主任。中国魏晋南北朝史学会理事，中国故都学会理事，中国敦煌吐鲁番学会理事，清史研究室主任，1998年退休，2016年6月去世。